# Hanna Schygulla
Hanna Schygulla (* 25. prosince 1943 Chorzów) je německá herečka narozená na území dnešního Polska. Byla typickou herečkou Německé nové vlny, hrála zejména ve filmech Rainera Wernera Fassbindera, a to ačkoli k sobě v letech 1974-1978 chovali nepřátelství, když se neshodli na pojetí Hanniny role ve snímku Effi Briest. V roce 1979 získala Stříbrného medvěda za nejlepší ženský herecký výkon na Berlinale, za roli ve Fassbinderově filmu Die Ehe der Maria Braun. Zlatou palmu v Cannes získala v roce 1983, za roli ve snímku Marco Ferrery Storia di Piera. V roce 2010 získala na Berlínském festivalu Stříbrného medvěda za celoživotní dílo. Stejnou cenu získala již roku 2007 na festivalu v turecké Antalyi. V 90. letech 20. století se začala věnovat i šansonovému zpěvu. V letech 1981-2014 žila v Paříži, od roku 2014 žije v Berlíně.
V srpnu 2020 obdržela na 46. Letní filmové škole Výroční cenu AČFK.